# Малыш (фильм, 1997)
«Малыш» (англ. The Kid) — фильм режиссёра Джона Хэмилтона, снятый в 1997 году. Другое русское название фильма — «Пацан».

## Сюжет
Джимми Олбрайт, по прозвищу «Малыш», занимается боксом втайне от родителей, считающих этот вид спорта крайне травмоопасным. Ему приходится врать родным, что он занимается уроками у своей одноклассницы Дейзи, а на самом деле бегает на тренировки. Джимми принимает участие в местном чемпионате по боксу. После первой победы о его увлечении узнаёт старший брат, но видя желание Джимми заниматься боксом, брат не выдаёт его и прикрывает перед родителями. 
Видя успехи «Малыша» на чемпионате, недоброжелатели рассказывают о его хобби отцу Джимми и он запрещает ему продолжать заниматься боксом. Но неожиданно умирает тренер «Малыша», с которым Джимми был очень близок. Перед смертью тренер написал письмо родителям Джимми, и они разрешают ему продолжить участие в чемпионате. В финале соревнований Малыш побеждает прошлогоднего чемпиона и становится победителем.

## В ролях
- Джефф Сомье — Джимми «Малыш» Олбрайт
- Джейсон Тремблэ — Райан Олбрайт
- Джейн Вилер — Дорин Олбрайт
- Марк Камачо — Дэн Олбрайт
- Род Стайгер — тренер Гарри Слоан
- Джейсон Кавалье — молодой Гарри Слоан
- Тод Феннел — Рассел
- Натали Вансер — Дейзи
- Рэй Аранья — тренер Каппи Довер

## Критика
Кристофер Налл (сайт Filmcritic.com) написал о фильме: "Это «Парень-каратист», но без карате". Критик сайта Common Sense Media Рене Шонфелд дала фильму 3 балла из 5. 